# فورست أوكونور
فورست أوكونور (بالإنجليزية: Forrest O'Connor)‏ هو مغن مؤلف أمريكي، ولد في 1 أبريل 1988 في ناشفيل في الولايات المتحدة.